# World Championship Motorsports

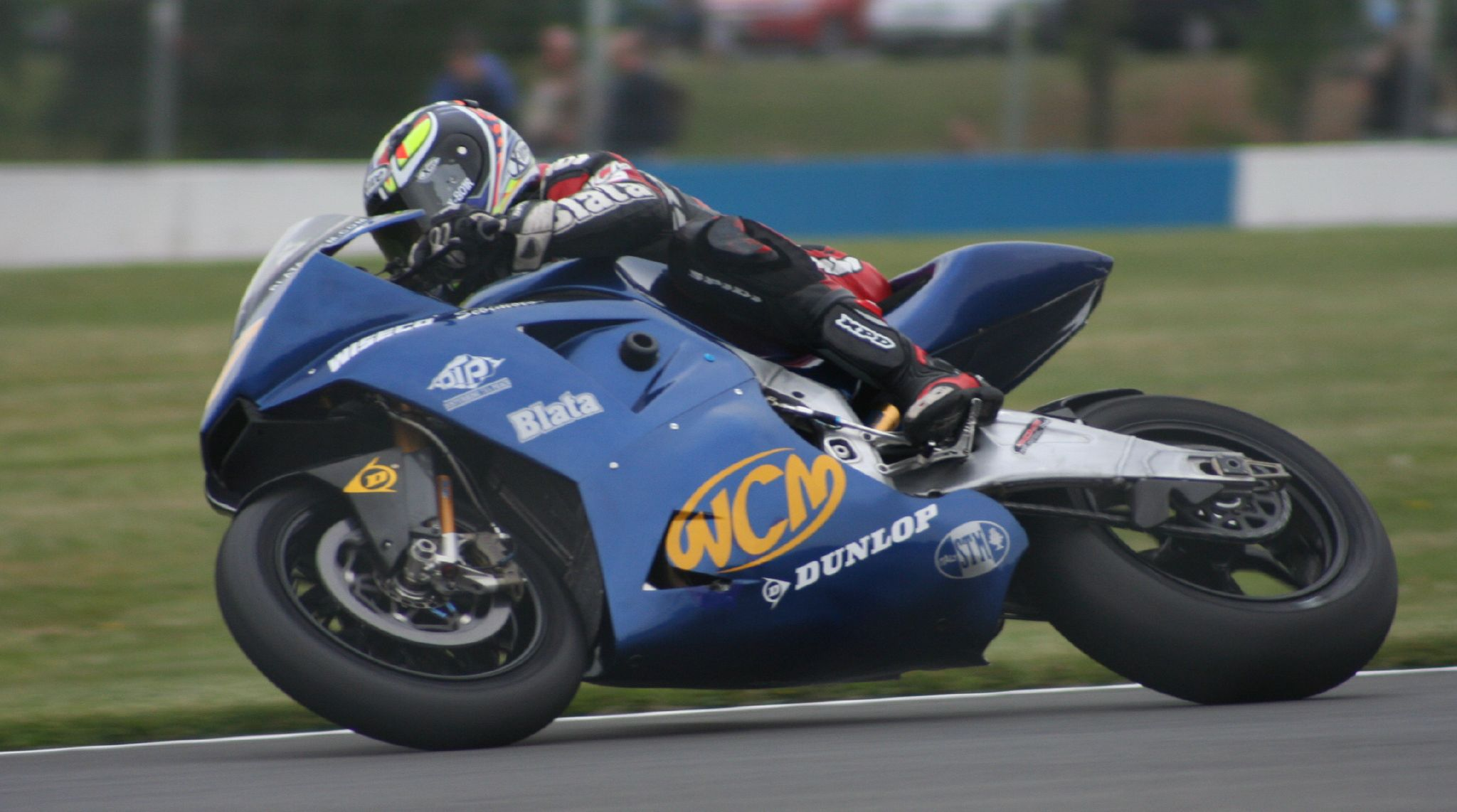
James Ellison beim Großen Preis von Großbritannien 2005 auf WCM-Blata

World Championship Motorsports, meist kurz WCM, war ein US-amerikanisch-britisches Motorradsport-Team, welches an der Königsklasse der FIM-Motorrad-Weltmeisterschaft von 1997 bis 2005 teilnahm. Insgesamt konnten durch Simon Crafar, Régis Laconi und Garry McCoy fünf Rennen (allesamt auf Yamaha) gewonnen werden.

## Statistik

### MotoGP-Team-WM-Ergebnisse
- 2002 – Neunter
- 2003 – 13.
- 2004 – Zwölfter
- 2005 – Elfter

### Konstrukteurs-WM-Ergebnisse
- 2004 – Achter
- 2005 – Sechster

### Grand-Prix-Siege
| Saison | Klasse  | Rennen                      |
| ------ | ------- | --------------------------- |
| 1998   | 500 cm³ | Vereinigtes Konigreich      |
| 1999   | 500 cm³ | Valencia                    |
| 2000   | 500 cm³ | Sudafrika Portugal Valencia |